# Микуличи (Могилёвская область)
Мику́личи (бел. Мікулічы) — деревня в составе Ковалевского сельсовета Бобруйского района Могилёвской области Республики Беларусь.

## Географическое положение
Расположена в 27 км к юго-востоку от города Бобруйска Могилевской области. Остановочный пункт «Микуличи» на железнодорожной линии Бобруйск-Жлобин, в 3,5 км к западу от деревни находится железнодорожная станция «Телуша». При автомобильной дороге Н10097 Михалево-1-Прогресс, в 1,5 км к северу от деревни автомобильная дорога М-5 Минск-Гомель. Рядом с деревней река Белица впадает в реку Олу (бассейн Березины).

## История
Впервые упоминается в хозяйственных документах в 1560 году. С 1565 года село Микуличи Бобруйской волости Речицкого повета Минского воеводства Великого Княжества Литовского, собственность казны. В 1621 году в Бобруйском старостве, 4 двора. В 1639 году 8 дымов, 40 жителей мужского пола. Составляли единую налогооблагаемую общность с селом Жеребцы (ныне д. Юрьево). В собственности крестьян 38 волов, 33 коня. В 1639 году при проведении инвентаризации земельных угодий подтверждено решение старой ревизии 1560 года о 4 налогооблагаемых службах. Список подданных сел Микуличи и Жеребцы согласно хозяйственного инвентаря 1639 года:
- Хведько, Ницко, Лашко и Гришко Дубина Саковичи;
- Сергей, Омельян, Овдаким, Иван Козел, Иван Кричко Овхимовичи;
- Купрей, Яким, Павел, Федор, Герасим, Василь Кузмичи;
- Иван, Яков, Павел, Сенько, Федько, Огей, Иван Белый Болгары;
- Васко, Гапон, Олексий Феневичи;
- Иван, Сенько, Гришко, Сидор Домнич Гульковы;
- Васко, Ничипор, Филон, Тимох Горбачи;
- Сенько, Иван Пух, Орешко, Фалей Балабушки.

Село Микуличи размещалось на берегу реки Белица, село Жеребцы — в урочище Сукачи. Сельскохозяйственные земли сел ограничены реками Ола, Белица, Живец, с юга болотом Родня. В 1786 году в Микуличах 19 хозяйств, в составе имения Михалево, шляхетская собственность Радзивиллов. После II-го раздела Речи Посполитой в 1793 году в составе Российской империи.
С 1795 года в Бобруйском повете. В 1816 году в Микуличах 22 двора, собственность помещиков Кельчевских. В XIX веке Микуличи — центр проселочных дорог на Ковали, Турки, господский двор Янин (ныне д. Октябрь), Жеребцы (ныне д. Юрьево), Авсимовичи. В центре деревни, при проселочной дороге, корчма и постоялый двор (ныне перекресток улиц Островского и Жлобинской). В 1873 году введена в действие железнодорожная линия Либава-Ромны (прошла вблизи южной окраины деревни). В 1897 году в Микуличах работали ветряная мельница, крупорушка, 2 хлебозапасных магазина. В 1922 году создано сельскохозяйственное товарищество «Урожай». В 1931 году организован колхоз «Красные Микуличи», работали мастерская по чесанию шерсти, кузня, мельница. На фронтах Великой Отечественной войны погибли 43 земляка. В 1986 году в Микуличах 136 хозяйств в составе колхоза им. А Невского, ферма, машинный двор, клуб, 2 магазина. В 2014 году 43 хозяйства в составе СПК им. А. Невского.

## Политические репрессии XX века
Политические репрессии середины XX века прокатились волной и по уроженцам деревни Микуличи. В 30-50 годы 6 односельчан были незаконно репрессированы:
- Зайцев Иван Митрофанович, родился в 1912 году в д. Микуличи, работал стрелочником на железнодорожной станции Мирадино. Репрессирован и осуждён в 1938 году на 10 лет. Реабилитирован в 1958 году.
- Капустин Григорий Алексеевич, родился в 1884 году в д. Микуличи, работал в колхозе «Ударник». Репрессирован 30.12.1932 года, осуждён 17.01.1933 года. Реабилитирован 16.01.1989 года.
- Кузьменок Ульяна Герасимовна, родилась в 1912 году в д. Микуличи, рабочая Бобруйской мебельной фабрики имени Халтурина. Репрессирована и осуждена в 1944 году. Реабилитирована в 1945 году.
- Пинчук Николай Артемович, родился в 1898 году в д. Микуличи. Репрессирован 08.09.1937 года, осуждён 19.11.1937 года на 10 лет. Реабилитирован 17.06.1961 года.
- Селицкий Михаил Павлович, родился в 1928 году в д. Микуличи, ученик ремесленного училища № 7 города Бобруйска. Осуждён в 1945 году на 10 лет. Реабилитирован в 1954 году.
- Щербич-Пинчук Наталья Ануфриевна, родилась в 1916 году в д. Микуличи, жила в Бобруйске. Репрессирована 15.06.1950 года, осуждена 25.10.1950 года на 5 лет. Реабилитирована 01.07.1991 года.

## Исторические памятники
В центре д. Микуличи на сельском кладбище находится братская могила советских воинов. Похоронены 9 воинов Красной армии, которые погибли в 1944 году при освобождении Бобруйщины в боях против немецких войск. В 1972 году на могиле поставлен обелиск.

## Образование
В 1912 году в Микуличах действовало одноклассное народное училище (учитель Семен Пастушеня). В середине XX века работала начальная школа. С 1944 до 1951 года директором школы была Капустина Мария Андреевна.

## Население

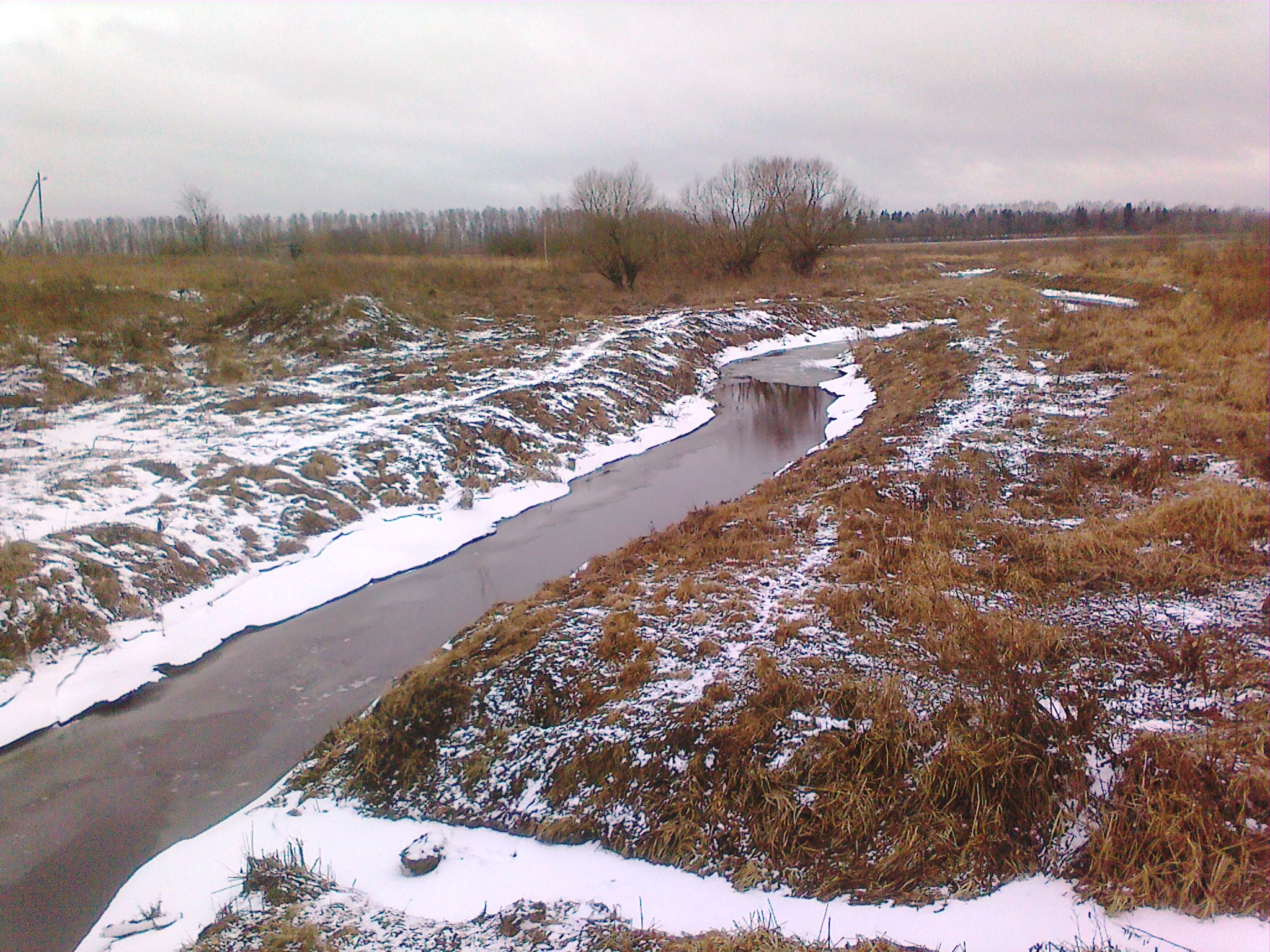
река Белица, деревня Микуличи

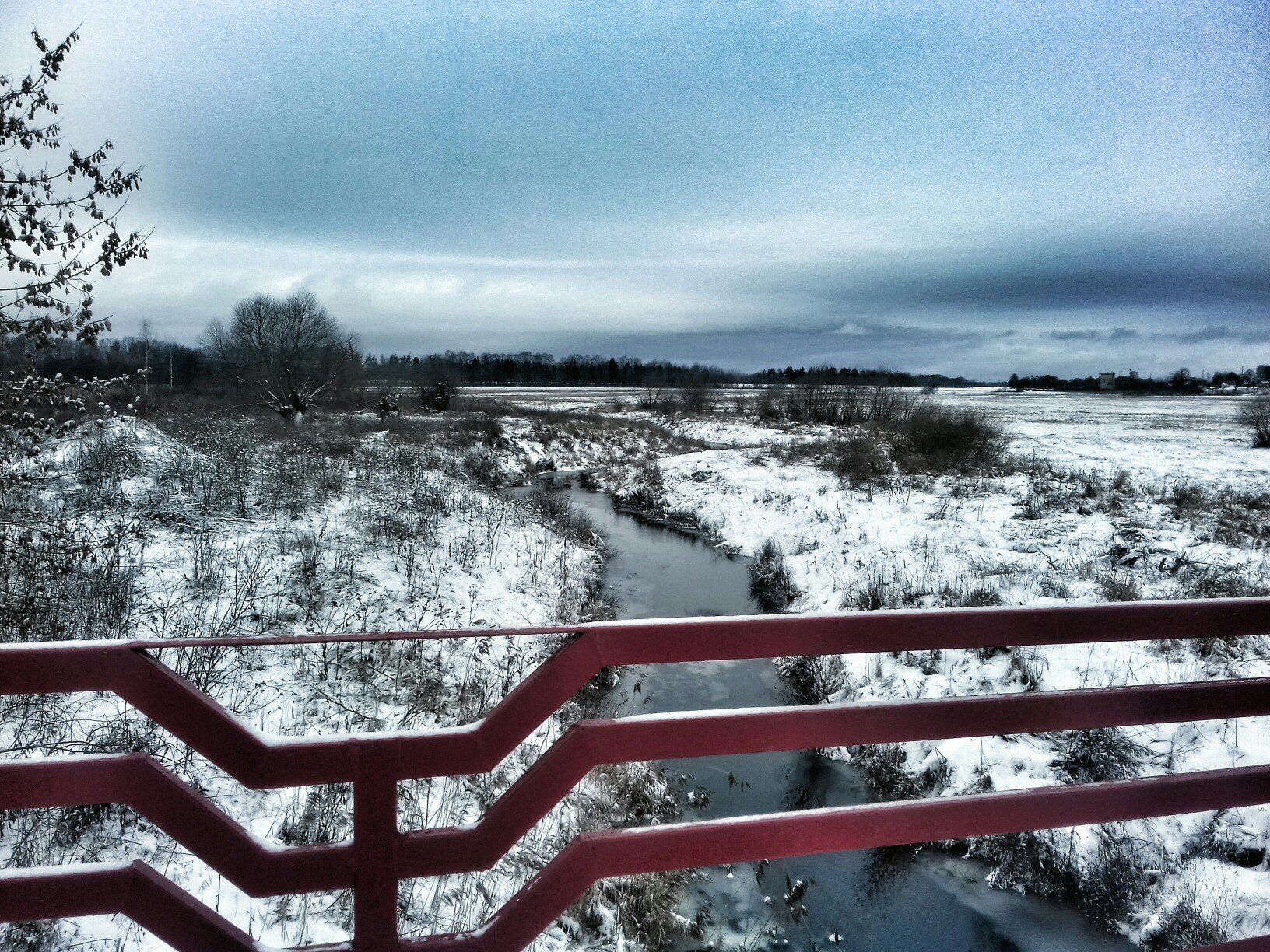
Мост через реку Белица

- 1816 год — 122 человека
- 1857 год — 288 человека
- 1897 год — 627 человек
- 1917 год — 743 человека
- 1926 год — 670 человек
- 1959 год — 554 человека
- 1970 год — 432 человека
- 1986 год — 263 человека
- 1999 год — 157 человек[источник не указан 4370 дней]
- 2009 год — 93 человека
- 2014 год — 73 человека

## Известные уроженцы
Деревня Микуличи — родина Героя Советского Союза Михаила Денисовича Капустина. М. Д. Капустин родился 5.11.1907 г. в крестьянской семье. С 1926 года работал на лесозаготовках в Сибири. Член КПСС с 1941 года. В Великую Отечественную войну с марта 1942 года на Волховском, 3-м Украинском и 1-м Белорусском фронтах. Отличился при освобождении Украины и Молдавии. 10-11 мая 1944 года в боях за Днестровский плацдарм в районе города Тирасполь, где противник сконцентрировал большое количество пехоты, танков и авиации, гвардии младший лейтенант М. Д. Капустин заменил командира батальона, который выбыл со строя. Под его командованием батальон два дня отбивал контратаки немецких войск, уничтожил более 400 немецких солдат и офицеров, 23 танка и самоходных орудия противника. В середине июля 1944 года воины батальона прорвали оборону немцев в районе д. Миленовичи (на запад от г. Ковель). Во время этого боя М. Д. Капустин лично уничтожил 2 пулемётных расчета противника. С октября 1944 года М. Д. Капустин парторг 137-го гвардейского стрелкового полка 47-й гвардейской стрелковой дивизии. Участник освобождения Варшавы, боев за Берлин. Звание Героя Советского Союза присвоено 24.03.1945 года. После войны находился на хозяйственной работе в Иркутской области, Хабаровском и Красноярском краях Российской Федерации. Умер 8.2.1968 года.

## Заслуженные люди
- Пинчук Нина Николаевна, родилась в 1939 году в деревне Микуличи. Бригадир колхоза им. А.Невского. Награждена орденами Трудового Красного Знамени, «Знак почета».
- Капустина Мария Андреевна, родилась в 1922 году в деревне Микуличи. С 1944 года директор Микуличской начальной школы. В 1951—1977 годах учитель, заместитель директора по учебно-воспитательной работе, директор Турковской средней школы. Заслуженный учитель Беларуси (1967)